# مائوریتزیو ایوریو
مائوریتزیو ایوریو (انگلیسی: Maurizio Iorio؛ زادهٔ ۶ ژوئن ۱۹۵۹) بازیکن فوتبال اهل ایتالیا است.
از باشگاه‌هایی که در آن بازی کرده‌است می‌توان به باشگاه فوتبال هلاس ورونا، باشگاه فوتبال اینتر میلان، باشگاه فوتبال فیورنتینا، باشگاه فوتبال آسکولی، باشگاه فوتبال تورینو، باشگاه فوتبال فوجا، باشگاه فوتبال آ.اس. رم، باشگاه فوتبال برشا، باشگاه فوتبال باری، باشگاه فوتبال پیاچنزا، و باشگاه فوتبال جنوآ اشاره کرد. 